# Jacques Dynam
Jacques Dynam, all'anagrafe Barbe Jacques Andre Francois Joseph (Montrouge, 30 dicembre 1923 – Parigi, 11 novembre 2004), è stato un attore e doppiatore francese.

## Biografia
Fece le sue prime apparizioni a teatro alla fine degli anni trenta, poi si unì alla compagnia teatrale di Jean Dasté, prima di iniziare, dal 1942, una lunga carriera nel cinema, sempre in ruoli secondari, poi in televisione.
Jacques Dynam recitò nei ruoli più diversi, dalla commedia al dramma, e con i più grandi interpreti dell'epoca: Pierre Fresnay, Pierre Blanchar, Maurice Chevalier, Fernandel, Michel Simon e Louis de Funès. Girerà con il regista André Hunebelle dodici film.
Interpretò tra gli altri l'ispettore Bertrand, braccio destro di Louis de Funès (il commissario Juve), in Fantomas 70 (1964), Fantomas minaccia il mondo (1965) e Fantomas contro Scotland Yard (1966). Curiosamente aveva già recitato con un ruolo indipendente in  un film anch'esso ispirato al personaggio di Marcel Allain, Fantômas (1947), diretto da Jean Sacha.
Apparve in almeno 132 ruoli diversi nel cinema (di cui 19 con Louis de Funès) e alla televisione, non considerando le sue esibizioni in teatro (più di una cinquantina) e le sue numerose apparizioni radiofoniche.
Ebbe anche una brillante carriera da doppiatore. Fu la voce francese di Jerry Lewis, John Belushi, di Victor French nella serie La casa nella prateria e di Burgess Meredith in Rocky II e Rocky III.
Viene ricordato anche come voce di Maxime Loiseau ne Le avventure di Tintin di Hergé e del cane Napoleone ne Gli Aristogatti.
Fu vicedirettore del circo Jean Richard nel 1971.
Jacques Dynam morì l'11 novembre 2004, presso l'Ospedale Saint Joseph, nel XIV arrondissement di Parigi, a seguito di una polmonite, all'età di ottant'anni.

## Filmografia parziale
- Il valzer di Parigi (La Valse de Paris), regia di Marcel Achard (1950)
- La notte è il mio regno (La nuit est mon royaume), regia di Georges Lacombe (1951)
- La strega del Rodano (Le jugement de Dieu), regia di Raymond Bernard (1952)
- Il tradimento di Elena Marimon (Le secret d'Hélène Marimon), regia di Henri Calef (1954)
- Raffiche di mitra (Port du désir), regia di Edmond T. Gréville (1955)
- I peccatori guardano il cielo (Crime et châtiment), regia di Georges Lampin (1956)
- Vacanze a Malaga (Taxi, Roulotte et Corrida), regia di André Hunebelle (1958)
- Due uomini in fuga... per un colpo maldestro (Une souris chez les hommes), regia di Jacques Poitrenaud (1964)
- Le grandi vacanze (Les Grandes Vacances), regia di Jean Girault (1967)
- I buoni sentimenti stuzzicano l'appetito (Les grands sentiments font les bons gueuletons), regia di Michel Berny (1973)
- La vie parisienne, regia di Christian-Jaque (1977)